# 발라캔구
발라캔구(아제르바이잔어: Balakən rayonu, 조지아어: ბელაქანის რაიონი)는 아제르바이잔 북서부에 위치한 구로 행정 중심지는 발라캔이며 면적은 920km2, 인구는 89,406명(2010년 기준)이다. 남쪽으로는 조지아, 북쪽과 동쪽으로는 러시아 다게스탄 공화국과 접한다.